# Pierre de Vizcaya
Pierre de Vizcaya, španski dirkač, * 5. julij 1894, Altfort, Alzacija, Španija, † 15. julij 1933, Španija.
Pierre de Vizcaya se je rodil 5. julija 1894 v španskem mestecu Altfort. Njegov oče je bil bančnik Ettoreja Bugattija in je bil investitor pri postavitvi tovarne v nemškem Molsheimu leta 1909. Tako sta Pierre in njegov brat Ferdinand dobila sedež v tovarniškem moštvu Automobiles Ettore Bugatti. Pierre je debitiral na dirki Coupe des Voiturettes v sezoni 1920, ko je bil na dirki z dirkalnikom Bugatti T13 diskvalificiran zaradi zunanje pomoči. V naslednji sezoni sezoni 1921 je dosegel svoj prvi večji uspeh z drugim mestom na dirki za Veliko nagrado Vetturetta z dirkalnikom Bugatti T22, s katerim je dosegel tudi svoj največji uspeh v karieri z zmago na dirki za Veliko nagrado Penya Rhina. V sezoni 1922 je dosegel stopničke na obeh dirkah najvišjega tipa Grandes Épreuves v sezoni z dirkalnikom Bugatti T30, drugo mesto na dirki za Veliko nagrado Francije in tretje mesto na dirki za Veliko nagrado Italije. Po slabši sezoni 1923, v kateri ni veliko nastopal, je nov večji uspeh dosegel na dirki za Veliko nagrado Ouvertura v sezoni 1924, ko je z dirkalnikom Bugatti T35 zasedel drugo mesto. Svojo zadnjo uvrstitev na oder za zmagovalce je dosegel s tretjim  mestom na dirki za Veliko nagrado Alsaceja v sezoni 1926 z Bugattijem T36, le dober mesec kasneje pa je umrl za posledicami nenavadne prometne nesreče. Namreč pes je želel skočiti skozi odprto okno avtomobila, de Vizcaya ga je želel ujeti, toda padel je skozi okno avtomobila in z glavo udaril v pločnik tako močno, da je podlegel poškodbam kasneje v bližnji bolnišnici.